# Phurbi Chyachu
 (avril 2018).
Le Phurbi Chyachu est un sommet situé à la frontière entre le Népal et la région autonome du Tibet en Himalaya. Il culmine à 6 637 mètres d'altitude.

## Histoire
La première ascension est effectuée le 1er mai 1982 par une expédition japonaise composée de Shintaro Kurokawa, Fumihito Ogawa, Hiromitsu Okamoto, Takashi Shingaki, Hajime Takigami, Ang Phuri Lama et Pemba Lama Sherpa.